# Битва у озера Хула
Битва у озера Ху́ла — сражение между армией крестоносцев под командованием Балдуина III Иерусалимского и войсками сирийского атабека Нур ад-Дина Махмуда ибн Занги в июне 1157 года в долине озера Хула. Крестоносцы попали в засаду зангидов и понесли серьёзные потери.

## Предыстория
В 1154 году Нур ад-Дин достиг своей цели по захвату Дамаска и созданию в Сирии Зангидского государства. Теперь вместо разрозненных и слабых сирийских эмиров государствам крестоносцев противостояло единое мощное мусульманское государство.
Каждый год жители Дамаска пасли свои стада в районе города Баниас на франкской территории, что было закреплено соглашением. В феврале 1157 года подданные короля Балдуина III неразумно напали на них и захватили скот. Этот акт агрессии нарушил перемирие. Разъяренный Нур ад-Дин в ответ начал набеги на земли крестоносцев.

## Битва
Нур ад-Дин осадил укрепленный город Баниас у подножия горы Хермон. В июне король Балдуин III собрал франкскую армию и двинулся на помощь Баниасу и его защитникам-госпитальерам. Разбив лагерь рядом с озером Хула в верхнем течении реки Иордан, они были застигнуты врасплох и разгромлены войсками Нур ад-Дина. Летописец Вильгельм Тирский отметил, что «в латинском лагере не были выставлены дозорные». Историк Смайл пишет, что неудача была вызвана «небрежностью Балдуина и отсутствием нормальной предосторожности в присутствии поблизости врага». Балдуин III и его выжившие воины укрылись в соседнем замке Сафад. Потери были значительными. Ибн аль-Каланиси писал о множестве пленных и отрубленных голов, привезенных в Дамаск для победного торжества.

## Последствия
Помимо тяжёлых потерь, поражение в битве у озера Хула не привело к катастрофическим для крестоносцев последствиям. Баниас оставался под их контролем до 1164 года. Нур ад-Дин заболел вскоре после своей победы, а в его отсутствие Балдуин III развернул кампанию в северной Сирии. Франки потерпели неудачу в осаде Шайзара, но смогли вернуть замок Харим антиохийцам зимой 1157 года. Это подготовило почву для сокрушительной победы Нур ад-Дина над крестоносцами в битве при Хариме в 1164 году.